# Godfrey Higgins

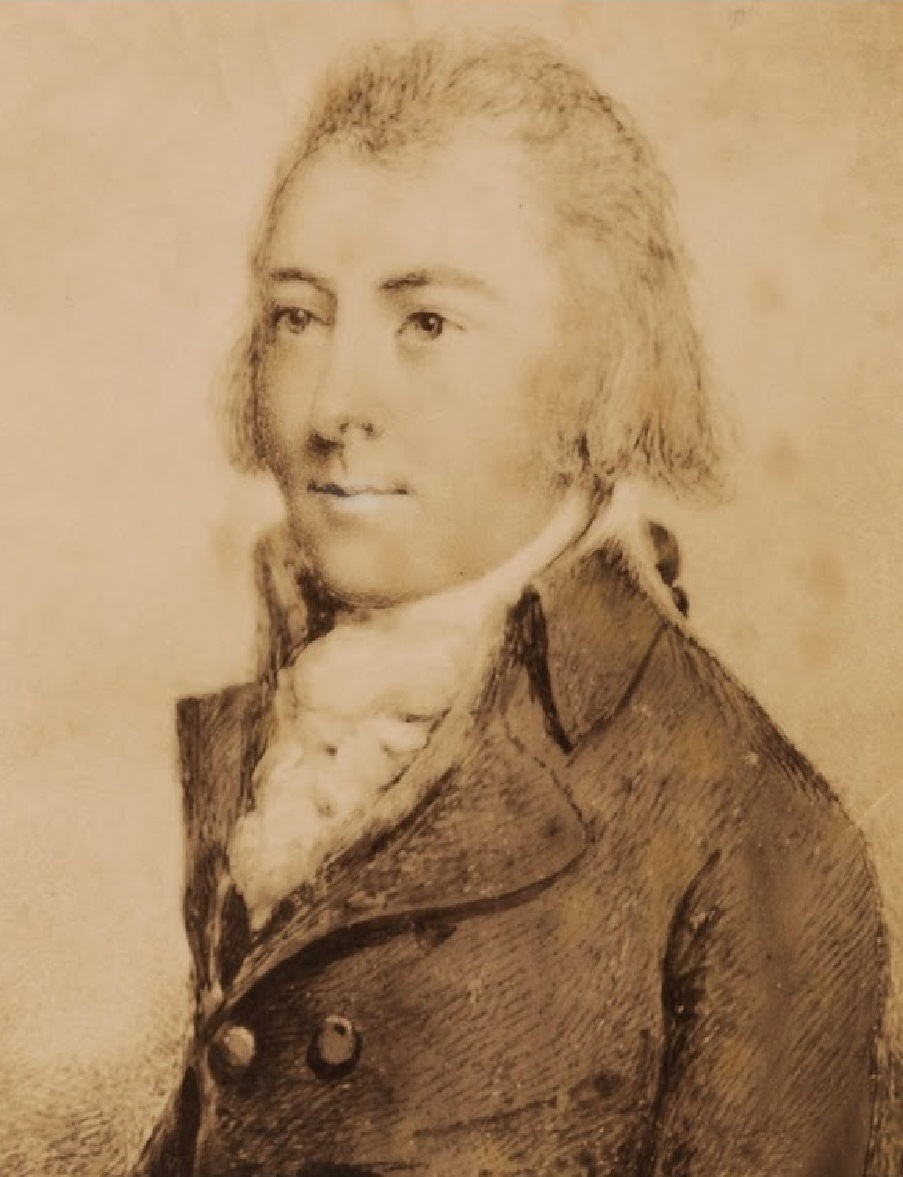

Godfrey Higgins (* 1772 in Yorkshire, England; † 9. August 1833) war ein britischer Schriftsteller westlicher esoterischer Tradition. Er ist vor allem bekannt für seine beiden Bücher Anacalypsis und dessen Vorläufer The Celtic Druids. Anacalypsis ist Hauptquelle für das von Helena Petrovna Blavatsky, der Mitgründerin der Theosophischen Gesellschaft, geschriebene Buch Isis entschleiert und The World’s Sixteen Crucified Saviors von Kersey Graves. Higgins bezeichnete sich selbst als Christ, obwohl er wenig Bezug zur Kirche hatte und die Lehre des Apostels Paulus kritisierte.

## Leben
Godfrey Higgins besuchte die Trinity Hall an der Cambridge University am Inner Temple in London, ihm fehlten jedoch die Mittel für einen Abschluss.
Kurze Zeit, nachdem sein Vater, der Landesherr war und Skellow Grange besaß, 1799 starb und Godfrey Knappe von Skellow Grange wurde, heiratete er.
Später trat er, als eine Invasion in England durch Napoleon drohte, dem Militär bei, stieg sogar zum Major auf, ging aufgrund einer Krankheit aber in den Ruhestand. Dann schloss er sich einer Kampagne für humanere Behandlung von Geisteskrankheiten an und begann nach seiner Genesung das Reisen, beispielsweise mehrmals nach Italien.
Higgins vollendete 1830 den ersten Teil seines Buches Anacalypsis, der über die nächsten drei Jahre schon in Teilen gedruckt wurde. Er starb noch vor Fertigstellung des zweiten Teils am 9. August 1833.
Eine von der Bibliothek und dem Museum für Freimaurerei gekaufte Kopie seines Opus magnum Anacalypsis enthält Beweise dafür, dass Higgins mit der höchsten Etage der englischen Freimaurerei in Verbindung stand, wie beispielsweise dem Herzog von Sussex (Augustus Frederick) und einigen radikalen Schriftstellern, wie Richard Carlile.

## The Celtic Druids
The Celtic Druids berichtet von den Druiden, die aus Indien ausgewanderte Priester orientalischer Kolonien gewesen seien. Sie hätten Stonehenge, die Carnac-Steine und andere Zyklopen-Werke erbaut und das kadmaenische Buchstabensystem eingeführt, das möglicherweise das erste sein soll. Higgins behauptete, eine Rezension über alle Mythologien vorzubereiten, die sich in Anacalypsis finden werden.

## An Apology For Mohamed
Higgins verfasste das 1829 fertiggestellte Buch An Apology For Mohamed (Eine Entschuldigung für Mohamed) als Brief an die Mitglieder der Royal Asiatic Society und löste damit einen „größeren Sturm“ aus, als noch zuvor.
Er schrieb in diesem Buch vom Verhältnis zwischen Christen und Muslime, wie er sie nannte. Christen seien sich ihrer Überlegenheit vergeblich und „Mohammedaner“ die „liberalste und aufgeklärteste Rasse auf Erden“. Insofern hob er ihr Wohlwollen und ihre Moral hervor und im Gegensatz dazu wies er auf die „gleichwertigen Verbrechen einiger Priester und Professoren“ des Christentums hin. Gleichzeitig prangerte er die schadhaften Übersetzungen an, „die unseren Soldaten und Matrosen“ in die Hände gelegt und gelehrt würden und die sie glauben, obwohl sie nicht der Lehre Jesu entsprechen und auch gar nicht von Bedeutung seien.

## Anacalypsis
Die Veröffentlichung von Anacalypsis erfolgte 1836 durch seinen Sohn.
Anacalypsis wird als zusammengesetztes Wort aus den griechischen Wörtern Anaklasis (Fund, Entdeckung) und Apokalypse gedeutet. Insofern soll in dem Buch zu erkennen sein, wie Mythen oder Apokalypsen (wie beispielsweise die Offenbarung des Johannes) zustande kamen, die Bestandteil vieler Religionen sind.
Higgins glaubte, dass die Grundlage aller Religionen die Sonnenanbetung sei. Jesus symbolisiere die Sonne, die am Frühlingspunkt von einem astrologischen Zeitalter ins nächste wandert.
Higgins sprach von einem goldenen Zeitalter, in dem die Erde bis zu dem Einschlag von drei Kometen eine um 90 Grad gedrehte Erdachse gehabt hätte. Dadurch sei das 365-Tage-Jahr entstanden, der astronomische Zyklus von 2160 Jahren (Platonische Monate) und der Neros-Zyklus (Konjunktion von Sonne und Mond am Frühlingspunkt ungefähr alle 600 Jahre; zum Begriff Neros siehe: Saros, Neros und Sossos). Zu dem Zeitpunkt, an dem er das Buch schrieb, würde ein Neros-Zyklus zu Ende gehen. Den Beginn des Fischezeitalters datierte er auf 350 vor Christus und dementsprechend den Beginn des Wassermannzeitalters auf das Jahr 1801.
Zudem glaubte er, dass die keltischen Druiden, wie auch die Juden indischer Abstammung seien. Abraham sei eine Variation des Namens Brahma. Higgins nahm außerdem an, dass alle oder zumindest einige der griechischen Götter und Göttinnen (z. B. Apollon, Herkules und Jupiter), viele römische Göttinnen (z. B. Venus, Diana, Isis und Ceres), der ägyptische Gott Osiris und möglicherweise Horus und der hinduistische Gott Krishna schwarz gewesen seien.
Die frühesten Menschen seien schwarz gewesen, hätten alle dieselbe Sprache gesprochen und dieselbe Religion, den Buddhismus, geteilt.
Zudem glaubte Higgins, der Stamm Jakobs, der aus Indien komme, hätte über Äthiopien in Goschen angesiedelt. Higgins zitiert Eusebius, nach dessen Chroniken die Äthiopier vom Indus oder „schwarzen Fluss“ bzw. Krishna (Sanskrit: कृष्ण, kṛṣṇa = „der Schwarze“) kommen.
Wenige Jahrzehnte nach Abfassung Higgins‘ Buch und nachdem Higgins gestorben war, bekam der armenische Mönch Dimotheus im Jahr 1868 die sich nach äthiopischen Behördenangaben und dem Kebra Negest seit 3.000 Jahren in Aksum befindliche Bundeslade (Steintafeln mit den zehn Geboten) zu Gesicht und beschrieb sie als indische Arbeit, wenngleich ihre Echtheit angezweifelt wird, aber nicht widerlegt wurde.

## Werke
- A Letter to the Right Honourable Earl Fitzwilliam ...: Respecting the Investigation which Has Lately Taken Place, Into the Abuses at the York Lunatic Asylum (1814)
- Evidence Taken Before a Committee of the House of Commons Respecting the Asylum at York: With Observations and Notes, and a Letter to the Committee &c, &c, &c (1816)
- The Ancient Persians Of The Religion Of Abraham And The First Books Of Genesis
- An Address to the Houses of Lords and Commons in Defence of the Corn Laws (1826)
- The Origin Of Sanskrit
- Horae Sabbaticae (1826)
- The Celtic Druids (1827)
- Apology For Mohamed (1829)
- Anacalypsis (1836)